# Dannhauser
Dannhauser este un oraș din provincia KwaZulu-Natal, Africa de Sud.
Bovine și ovinelor este, de asemenea, în districtul.
Orasul a fost numit dupa Renier Dannhauser, un colonist german, care Palmietfontein în 1872 guvernul Natal cumparat. Contemporan Dannhauser cuprinde cinci ferme anume Tweediedale, Gleneagles, Rocky Branch, Cornwall și Klipkuil. Acesta a fost în 1937 comuna. Durnacol locuințe este relativ ieftin acolo acum că minele de cărbune închise.